# Diablo (Band)
Diablo ist eine 1995 gegründete Thrash-Metal-Band aus Finnland. Ursprünglich nannte sich die Band „Diablo Brothers“. Ihre Alben Mimic47 aus dem Jahr 2006 und Silvër Horizon aus dem Jahr 2015 erreichten Platz eins der finnischen Albumcharts.

## Geschichte
Zu den Gründungsmitgliedern gehören Rainer Nygård (Gesang, Gitarre) und Marko Utriainen (Gitarre), die zuvor schon bei der Thrash-Metal-Band Armatage gespielt haben. Dazu gesellten sich der Bassist Aadolf Virtanen (zuvor bei Dehydrated) und der Schlagzeuger Timo Kemppainen. Nach ihren drei Demoaufnahmen veröffentlichte die Band 1999 die selbst finanzierte EP Princess, die umgehend vom Musiklabel Poko Rekords lizenziert wurde.
Im Jahre 2000 erschien das erste Album Elegance in Black. Das Album enthält unter anderem eine Coverversion des ABBA-Liedes „Dancing Queen“. Diablo spielen in der Folgezeit nur vereinzelt Konzerte in Finnland. Schlagzeuger Timo Kemppainen verließ in der Zwischenzeit die Band und wurde durch Heikki Malmberg ersetzt.
Zwei Jahre später veröffentlichte die Band das Album Renaissance, welches Platz 14 in den finnischen Charts erreichte. Als Gastmusiker ist der in Finnland bekannte Rapper „Paleface“ zu hören. Für das Lied „Angel“ drehte die Band ihr erstes Musikvideo. Im Anschluss spielte die Band auf vielen Sommerfestivals in Finnland, u. a. auf dem Tuska Festival in Helsinki. Aus finanziellen Gründen und wegen der Berufe der Musiker kam keine flächendeckende Tour zustande.
2004 gelang der Band mit dem Album Eternium der Durchbruch in Finnland. Der Videoclip zur Singleauskopplung Read My Scars wurde häufig in Finnlands beliebtester Musiksendung „Levyraati“ ausgestrahlt und verhalf der Single zum dritten Platz in den Charts. Das Album wurde am 19. Januar 2004 veröffentlicht und erreichte ebenfalls Platz drei in den Charts. Dieser Erfolg machte die Band für viele europäische Plattenfirmen interessant. Den Zuschlag erhielt schließlich die deutsche Plattenfirma Drakkar Entertainment, die das Album im Herbst 2004 in Deutschland veröffentlichte.
Am 24. Februar 2006 erschien ihr neues Album Mimic47. Der Titelsong wurde bereits im November 2005 in Finnland als Single veröffentlicht und erreichte Platz eins der Singlecharts. Das dazugehörige Video hatte ebenfalls ein sehr hohes TV-Airplay. Auf der B-Seite der Single hört man eine Coverversion des Duran-Duran-Liedes A View to a Kill. In Finnland stieg das Album auf Anhieb auf Platz eins der Charts ein und verdrängte Madonna von der Spitzenposition. Der Albumtitel Mimic47 bezieht sich auf einen Dopingskandal, in dem mehrere Mitglieder der finnischen nordischen Ski-Nationalmannschaft verwickelt waren. Die Zahl 47 entspricht der Anzahl an Urinproben, die für die Aufarbeitung entnommen wurden.
Im April 2006 wurden die ersten zwei Studioalben erstmals im deutschsprachigen Raum veröffentlicht. Während der Popkomm 2006 spielten Diablo ihr erstes Konzert außerhalb Finnlands. Im Februar 2007 tourten Diablo im Vorprogramm von Tarot erstmals durch Deutschland. Am 15. Juli 2007 spielten Diablo zusammen mit HIM als Vorband für das Metallica-Konzert in Helsinki.
Seit Ende Januar 2008 nahm die Band im Fantom-Studio in Tampere ihr fünftes Studioalbum auf, welches im August 2008 in Deutschland veröffentlicht wurde. Das Album ist in Finnland bei der Firma Sakara Records erschienen und trägt den Namen Icaros. Anfang 2009 folgte eine Tour mit Children of Bodom und Cannibal Corpse.
Trotz dieser Erfolge geht jedes Bandmitglied einer regulären Arbeit nach. Der Schlagzeuger Heikki Malmberg verdient seinen Lebensunterhalt durch Schlagzeugunterricht.
Nach längerer Pause erschien 2015 das sechste Studioalbum der Band, Silvër Horizon. Es wurde am 18. September in Finnland veröffentlicht, wo es Platz eins der Albumcharts erreichte. Die Veröffentlichung in anderen europäischen Ländern folgte am 30. Oktober 2015. Inhaltlich basiert das Album auf dem Science-Fiction-Versepos Aniara des schwedischen Schriftstellers Harry Martinson.

## Stil
Grundlage für die Musik von Diablo ist der klassische Bay Area-Thrash Metal. Insbesondere Bands wie Metallica, Slayer und Testament üben einen großen Einfluss auf die Band aus. Weitere Einflüsse sind die Death-Metal-Band Death und die Progressive-Metal-Band Queensryche. Seit dem Album Eternium kamen modernere Einflüsse von Bands wie Machine Head oder Fear Factory hinzu.
Jedes Album von Diablo enthält einen selbstgeschriebenen Song, dessen Titel von einem Coroner-Lied übernommen wurde. Auf diese Art und Weise zollen Diablo ihren großen Vorbildern Tribut. Eine weitere Tradition ist das Abdrucken des Chuck-Schuldiner-Zitats „Let the metal flow“ in den Booklets der Diabloalben. Sämtliche Musik und Texte werden von den Gitarristen Rainer Nygård und Marko Utriainen geschrieben.

## Diskografie

### Demos
- 1995: Twizted Harmony (als Diablo Brothers)
- 1997: Aggressive Machinery (als Diablo Brothers)
- 1998: Where the Pain Is

### Alben
- 2000: Elegance in Black
- 2002: Renaissance
- 2004: Eternium
- 2006: Mimic47
- 2008: Icaros
- 2015: Silvër Horizon
- 2022: When All the Rivers Are Silent

### EPs
- 1999: Princess

### Singles
- 2002: Intomesee
- 2003: Read My Scars
- 2005: Mimic47
- 2005: Damien
- 2020: The Extinctionist